# Henry DeLamar Clayton
Henry DeLamar Clayton, Sr. (Pulaski, 7 de marzo de 1827 - Tuscaloosa, 3 de octubre de 1889) fue un militar, abogado, político y juez estadounidense. Se desempeñó como presidente de la Universidad de Alabama y como general de división en el Ejército Confederado durante la Guerra de Secesión, al mando de una división en el Ejército de Tennessee en el Teatro Occidental.

## Primeros años
Henry D. Clayton nació en el Condado de Pulaski, Georgia. Se graduó de Emory and Henry College en Virginia. Después de graduarse ae mudó a Eufaula, Alabama y estudió leyes. Aprobó el examen de abogacía en 1849 y abrió una oficina en Clayton, Alabama.

## Carrera

### Como político
Fue elegido dos veces para la Cámara de Representantes de Alabama, sirviendo desde 1857 hasta 1861. Clayton reclutó y organizó una organización de milicias locales y fue elegido capitán. Entre sus oficiales subordinados estaba el futuro compañero general de la Guerra Civil William W. Adams. En agosto de 1860, fue elegido coronel de los Terceros Voluntarios de Alabama, una organización de milicias en todo el estado.

### Como militar
Tras la salida de Alabama de la Unión, Clayton llevó a sus hombres a Pensacola, Florida para enrolarse al servicio de los nuevos Estados Confederados de América en enero de 1861. Inicialmente, sus servicios no fueron necesarios, pero posteriormente se ordenó a Clayton que tomara el mando de todas las tropas voluntarias entrantes de Alabama mientras se reunían en Pensacola. La 1.ª Infantería de Alabama se incorporó formalmente al servicio confederado a finales de marzo, con Clayton como su primer coronel. El regimiento estuvo en combate durante dos días, de los cuales el 1.º de Alabama se desempeñó admirablemente en la Batalla en la Bahía de Port Barrancas.
En enero de 1862, Clayton renunció a su cargo y regresó a Alabama. Allí, el gobernador lo autorizó a levantar un nuevo regimiento para el servicio confederado, el regimiento 39.º de Alabama. Clayton fue nombrado su primer coronel y el regimiento se unió a la brigada de Franklin Gardner. La primera campaña significativa de Clayton fue como parte del ejército de Braxton Bragg durante su Campaña de Kentucky de 1862.
El regimiento de Clayton luchó en la Batalla de Stones River a principios del invierno como parte de la brigada del general Zachariah Deas. Clayton sufrió una herida grave, pero se recuperó y fue ascendido a general de brigada en abril de 1863. Se le asignó el mando de una brigada anteriormente dirigida por Alexander P. Stewart que constaba de los regimientos 18, 32, 36, 38 y 58 de Alabama. Clayton participó activamente en varias campañas y batallas posteriores, incluidas Chickamauga y Chattanooga. Su brigada jugó un papel destacado en varias luchas durante la campaña de Atlanta de 1864. Después de la Batalla de la Iglesia Nueva Esperanza, Clayton fue ascendido a mayor general y se le asignó el mando de la división de Stewart en el Ejército de Tennessee, donde participó en la fallida Campaña Franklin-Nashville.
En abril de 1865, durante la Campaña de las Carolinas, Clayton renunció a su cargo y regresó a casa, víctima de un estrés crónico.

### Como juez
Con la caída de la Confederación, Clayton reanudó su práctica legal. En mayo de 1866, fue elegido juez de un tribunal de circuito. Como tantos otros ex Confederados, fue destituido de su cargo por el gobierno de Reconstrucción. Fue reelegido juez dos veces en 1874 y 1880. En 1886, Clayton aceptó un puesto como presidente de la Universidad de Alabama, cargo que ocupó hasta su fallecimiento.

## Vida personal
se casó con Victoria Hunter y formó una familia. Dos de sus hijos, Henry De Lamar Clayton Jr. y Bertram Tracy Clayton, más tarde se convirtieron en miembros del Congreso de los Estados Unidos. Su cuñado James L. Pugh también fue congresista.
Falleció en Tuscaloosa, Alabama en el otoño de 1889. Está enterrado en Eufaula.